# 20292 Eduardreznik
A 20292 Eduardreznik (ideiglenes jelöléssel 1998 FV70) a Naprendszer kisbolygóövében található aszteroida. A LINEAR projekt keretében fedezték fel 1998. március 20-án.